# 오스트레일리안 실키 테리어
혈통서에 따라 오스트레일리안 실키 테리어, 또는 단순히 실키 테리어(영어: Australian Silky Terrier, Silky Terrier)라고 불리는 이 작은 테리어 유형의 견종은 영국의 견종들을 호주에서 육종한 것이다. 오스트레일리안 테리어와 요크셔 테리어와 가까운 혈통이다. 북아메리카에서는 '실키 테리어', 원산지와 여타의 세상에서는 '오스트레일리안 실키 테리어'라고 불린다.

## 외양

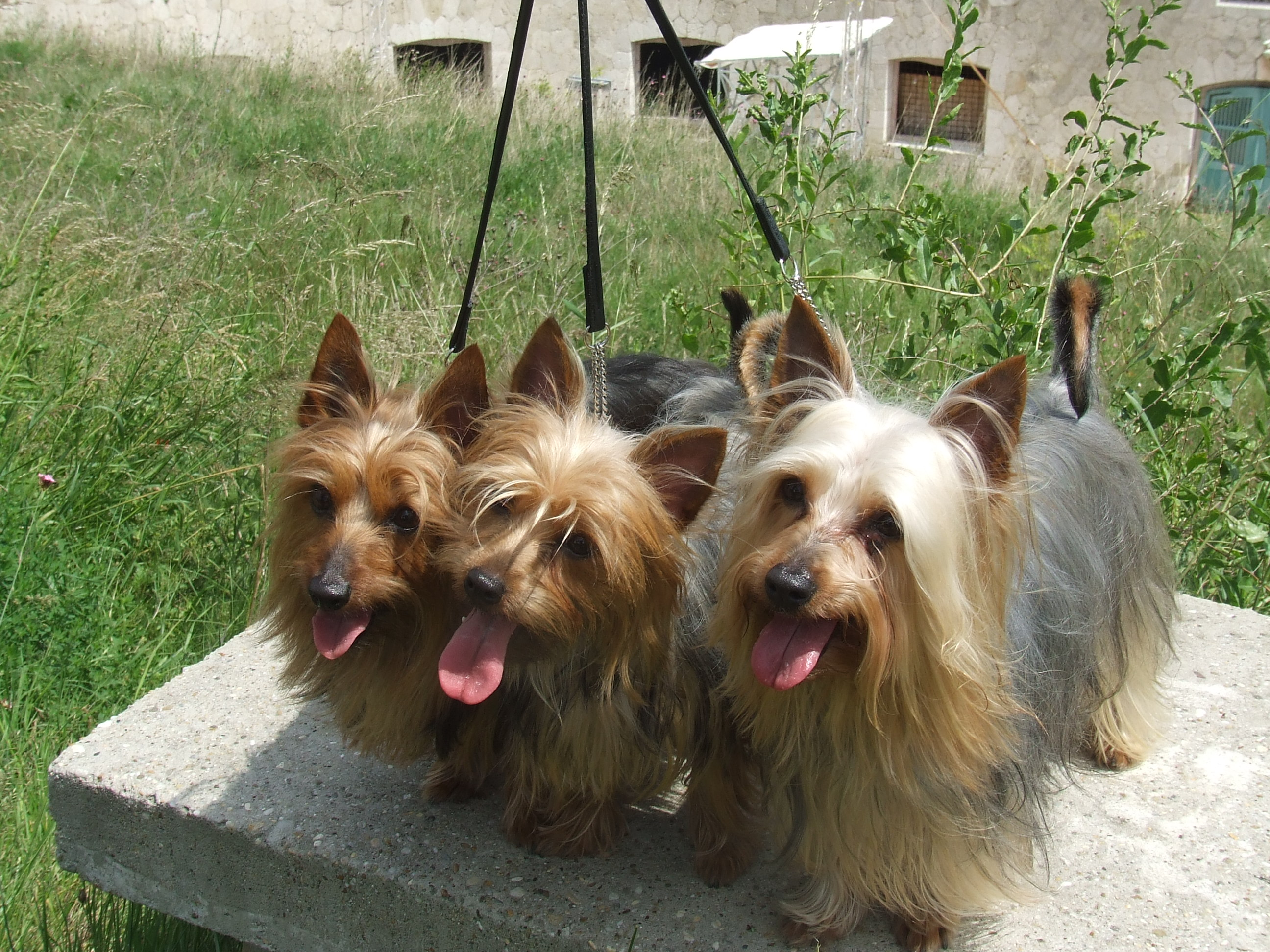
오스트레일리안 실키 테리어의 사진

오스트레일리안 실키 테리어는 바닥에서 기갑까지의 높이(체고)가 23~26 센티미터에 이르며, 다리가 짧고 작은, 기민하고 활동적인 테리어 견종이다. 이 견종을 상징하는 길고 비단결같은 회색, 흰색, 파란색, 황갈색의 직모 개털은 등의 중앙을 기준으로 가르마를 타며, "평평하고, 가늘고, 윤이 난다"고 일컬어진다. 머리와 몸뚱이의 모든 비율과 형태, 이상적인 모색과 무늬의 배치는 견종 기준에 광범위하게 기술되어 있다.
실키 테리어는 높이보다 길이가 조금 길어야 한다. 구체적으로는 체고보다 5분의 1 정도 길어야 한다. 역사적으로 설치류와 뱀을 사냥하고 죽이는 데 사용되었으며, 몸의 형태는 그러한 역할을 담당하기 적절하게 되어있다. 개털은 그 비단결과도 같은 성질을 유지하기 위해 많이 빗질해주고 샴푸로 목욕시켜줄 필요가 있다.
머리는 튼튼하고 쐐기 모양이다. 눈은 작고 아몬드 모양이다. 견종 기준에 따르면 밝은 색깔은 결함으로 간주된다. 귀는 작으며 똑바로 서있다. 꼬리는 곧추서있고, 발은 작으며 고양이와 비슷하다. 털은 길어야 하지만 바닥에 끌릴 정도여서는 안 된다. 얼굴과 귀의 털은 대개 다듬어진다.

## 역사

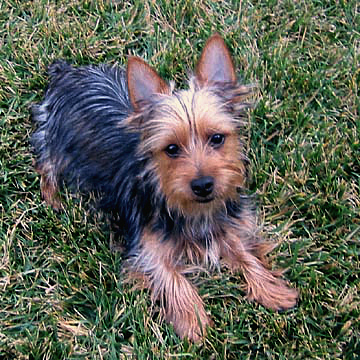
실키 테리어의 강아지

오스트레일리안 실키 테리어의 조상 중에는 요크셔 테리어와, 19세기에 영국에서 호주로 이주한 장모 테리어의 후손인 오스트레일리안 테리어가 있다; 초기의 형태는 비단결과 같은 털을 지닌 오스트레일리아 테리어였다거나, 독립적인 견종을 만들려는 시도가 있었다거나 하는 기록은 거의 없다. 미국애견협회에 따르면 이 견종은 초기의 개들이 오스트레일리안 테리어와 교잡한 19세기 말엽에 탄생했다고 한다. 이 견종은 처음에는 주로 호주의 시드니에 분포하여 시드니 실키라고 알려졌다. 대부분의 호주의 견종들이 작업견이지만, 실키 테리어는 주로 도시의 애완견으로 육종되었다. 하지만 이 견종은 뱀을 잘 잡아죽이기로 알려져 있다.
1929년까지 오스트레일리안 테리어, 오스트레일리안 실키 테리어, 요크셔 테리어는 확실하게 구분되지 않았다. 세 종류의 견종은 같은 뱃속에서 태어나, 자라나면 외양에 따라 다른 종류로 분류되기도 했다.호주에서 1932년 이후로 더 이상의 교잡은 권장되지 않았고, 1955년에 이 견종의 이름은 공식적으로 오스트레일리안 실키 테리어가 되었다. 이 견종은 1958년에 호주국립애견협회에 토이 그룹으로 등록되었다.
제 2차 세계대전 발발 이후에 호주에 주둔하던 미국의 군인들이 미국에 몇 마리의 실키 테리어를 들여왔다. 1954년에 신문에 올라온 실키 테리어의 사진 덕분에 인기가 순식간에 높아졌으며 수백마리의 실키 테리어들이 호주에서 미국으로 수출되었다. 미국애견협회는 1959년에 이 종을 실키 테리어라는 이름으로 등록했으며, 유나이티드 케널 클럽은 이 견종을 테리어의 하나로 등록했고, 캐나다애견협회도 실키 테리어라는 이름으로 이 견종을 등록하였다. 이 견종은 영어권의 모든 주요한 애견협회에 등록되었으며, 국제애견협회에 견종 번호 236번으로 등록되었다. 이후 대부분의 작은 애견협회와 인터넷의 견종 등록 업체도 이 견종을 등록하였다.

### 견종 유형
오스트레일리안 실키 테리어는 테리어지만, 작은 사이즈로 인해 보통 테리어 그룹보다는 토이 그룹에 배치된다. 견종 유형의 판가름이 대부분 도그쇼를 위한 기준에 따라 이루어지기 때문에, 크기에 따라 같은 그룹으로 묶는 것이 안전하다. 국제애견협회는 테리어 그룹에 제일 작은 개들만을 포함하는 부분을 마련했지만, 다른 애견협회는 이 견종을 토이 그룹으로 배치했다. 하지만 전 세계적으로 이 개의 유형은 테리어라고 인정받는다.

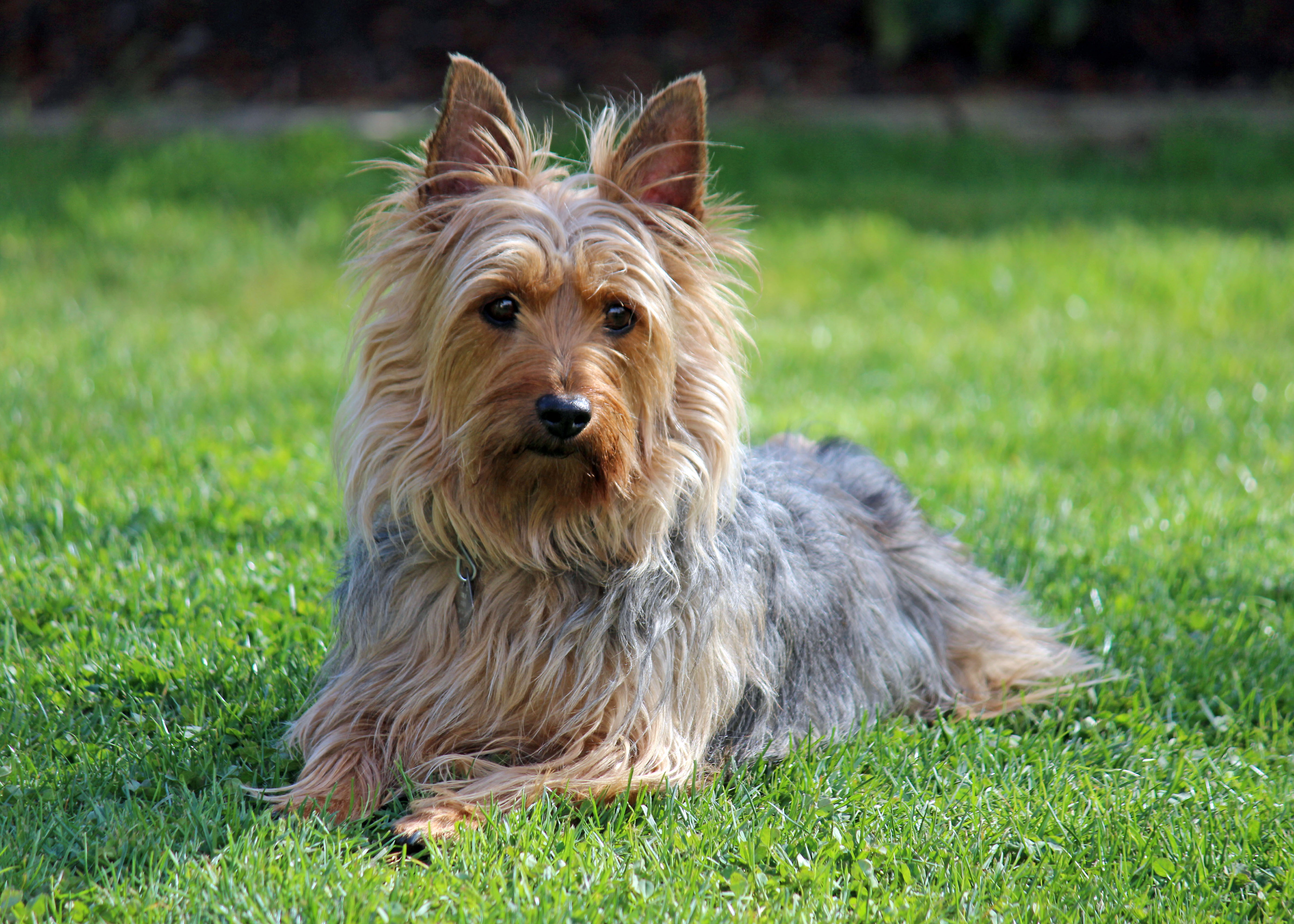
실키 테리어 수컷 성견.

## 성격
견종 기준은 오스트레일리아 실키 테리어의 성격을 꽤나 기민하고 활동적이라고 묘사한다. 이 개들은 달리고 장난치는 것을 아주 좋아하지만, 제대로 된 울타리가 있는 정원이 필요하다. 빠르게 걷거나 공을 가져노는 것도 좋아한다. 실키 테리어는 아파트에서 잘 살 수 있지만, 실내에서도 상당히 활동적이다. 바쁘고, 이런저런 사람들이나 개들과 놀면서 지루해하지 않게 해주는 것이 중요하다. 독스 101의 10kg, 40cm 미만의 91종의 작은 개들에 대한 최근의 조사에서 실키 테리어는 빨리 배우기로 20위 안에 든다고 한다. 실키 테리어는 춥고 더운 걸 제일 잘 견딘다고 알려져 있다. 무릎 위에 앉고 애완견 노릇을 하는 것을 좋아하지만 테리어의 본성에 따라 어떠한 놀이에도 쉽게 동하는 경향이 있다.

## 관리
실키 테리어의 모질은 잘 꼬이고 영키며, 매일 빗질해야 한다. 이 견종은 주인의 많은 사랑을 필요로 한다. 매일같이 샴푸로 씻겨줘야 털에 윤기가 흐른다. 아보카도, 곡물 샴푸를 사용하면 피부의 가려움과 건조함을 완화시키는 데 도움이 된다.
삼주마다 미용실을 방문하는 게 좋다. 거기서 이빨도 관리를 받도록 하자. 테리어는 치아, 충치 문제를 겪는다고 알려져 있다. 목 주변도 잘 빗질해줘야 하며 기관 붕괴를 방지하기 위해 하네스를 착용해야 한다.

## 같이 보기
- 요크셔 테리어
- 오스트레일리안 테리어

### 참고 문헌
- History, Origins and Development of the Australian Silky Terrier George Holmes. One of several essays appearing in Australian Made: Australian Breeds Feature, privately published, mid-1990.